# Perry Petty
Pour les articles homonymes, voir Perry.
Perry Petty, né le 5 avril 1988, à Chicago, en Illinois, est un joueur américain naturalisé bissau-guinéen de basket-ball. Il évolue au poste de meneur.

## Biographie
Le 12 mai 2013, il signe au Vénézuéla à l'Trotamundos de Carabobo.
Le 22 juin 2013, il part en Biélorussie où il signe au BC Tsmoki-Minsk. Le 16 janvier 2014, il rejoint l'Italie et le club de Pesaro.
Le 17 juillet 2014, il reste en Italie et signe à la Virtus Roma. Le 6 novembre 2014, il quitte le club italien sans y avoir disputé une seule rencontre pour signer en Hongrie au Szolnoki Olaj. Le 20 novembre 2014, il part au Liban à l'Al Mouttahed Tripoli.
Le 24 août 2015, il découvre la Grèce à l'Apollon Patras. Le 13 décembre 2015, il part en Hongrie où il signe au BC Körmend.
Le 15 septembre 2016, il reste en Hongrie au BC Körmend pour la saison 2016-2016.
Le 3 septembre 2017, il revient en Grèce et signe au G.S. Larissas Faros BC.
Le 13 août 2018, il part en France où il signe au SLUC Nancy Basket. Mais, le 10 septembre, il n'est pas conservé dans l'effectif lorrain.

## Palmarès
- Coupe de Hongrie 2016
- Champion PBL 2012
- MVP PBL 2012
- MVP des playoffs PBL 2012
- All-PBL First Team 2012